# Каплан, Мехмет

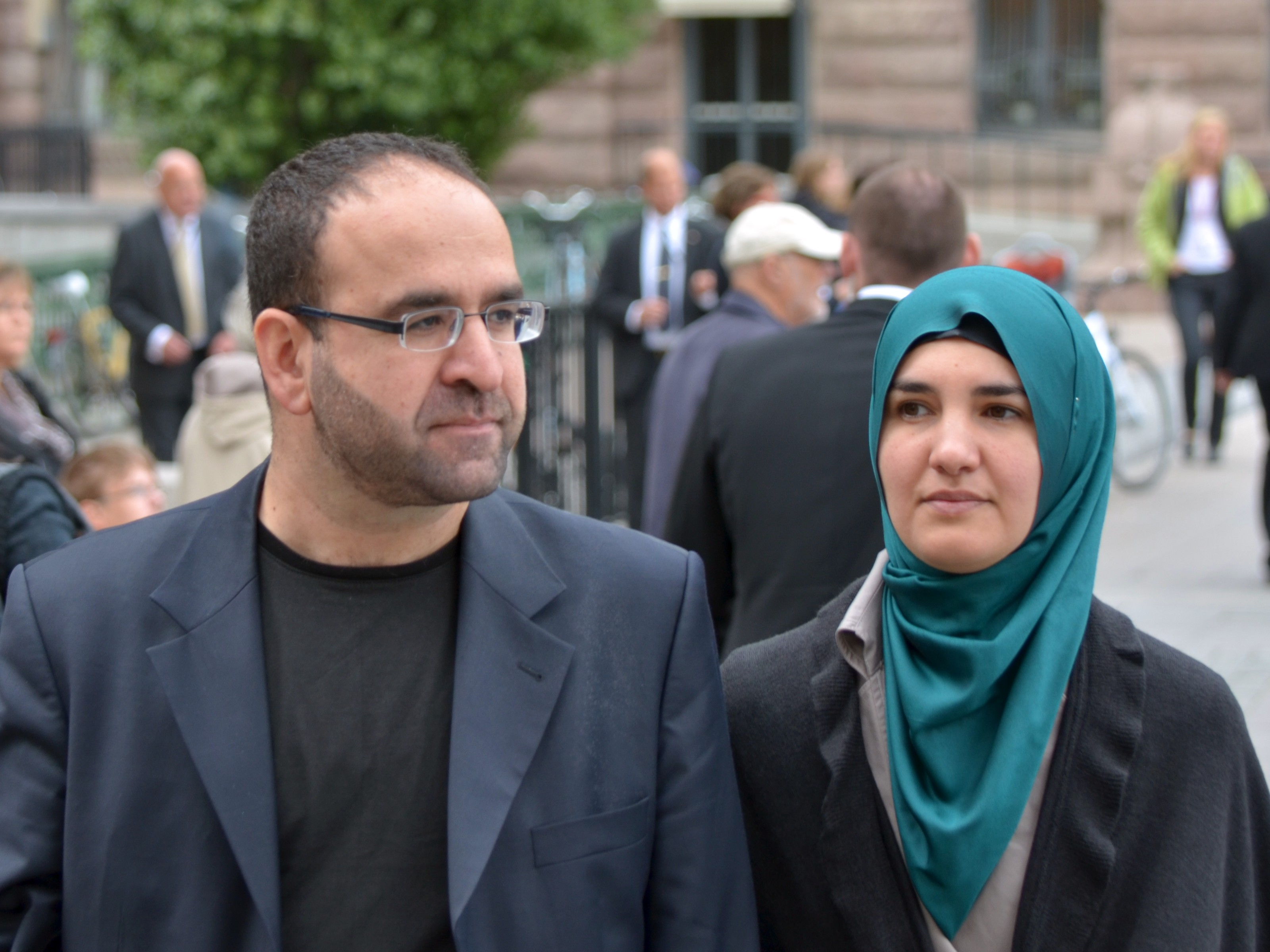

Мехмет Каплан (род. 18 июля 1971, Газиантеп, Турция) — шведский политик, министр по вопросам жилищно-коммунального хозяйства и городского развития в 2014—2016 годах. Член партии зелёных. В 2006—2014 годах являлся членом Риксдага. В 2005—2006 годах являлся представителем организации «Мусульманский совет Швеции», в 2000—2002 — организации «Молодые мусульмане Швеции».
1 июля 2014 года во время семинара по борьбе с расизмом, проходившем в Висбю, Каплан приравнял шведских мусульман, отправившихся на гражданскую войну в Сирии и присоединившихся к антиправительственным группировкам, и шведов, принимавших участие в войне Финляндии против СССР. Позднее он заявил, что его слова были неправильно поняты.
В апреле 2016 года в шведских СМИ были опубликованы фотографии, сделанные во время обеда в честь праздника рамадан, на которых были запечатлены Мехмет Каплпан и исламисты Барбарос Лейлани и Ильхан Сентюрк, лидер шведского отделения турецкой исламистской группировки Бозкурт. Помимо этого была опубликована информация, согласно которой Каплан во время одной из речей, произнесённых им в 2009 году, заявил, что «то, как израильтяне сейчас обращаются с палестинцами, очень напоминает обращение немцев с евреями в 1930-х годах». После этого Каплан подвергся острой критике. Его обвиняли в том, что он связан с исламскими радикалами. 18 апреля 2016 года было объявлено, что Каплан подал в отставку